# Österreichische Männer-Handballnationalmannschaft

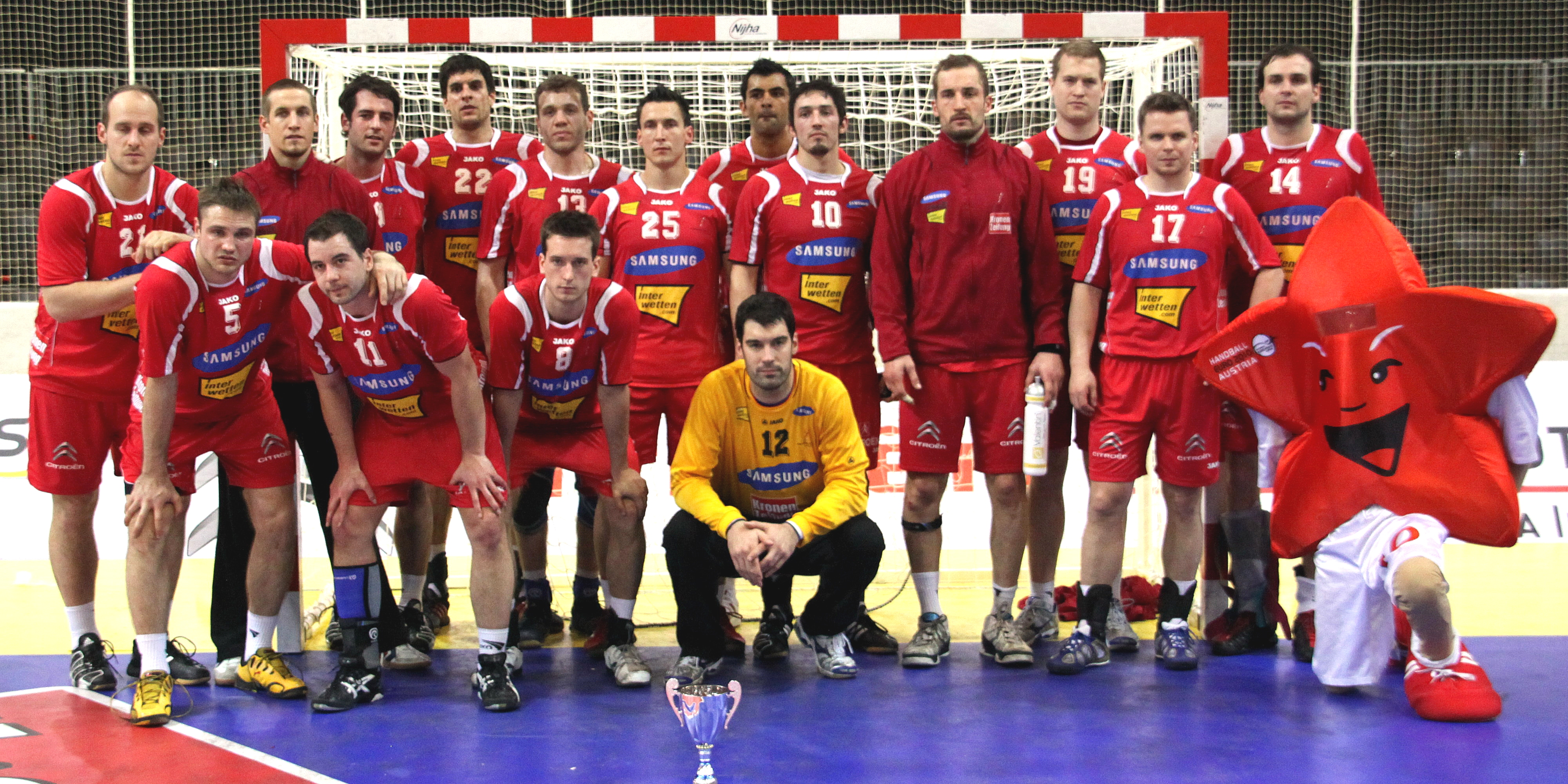
Die österreichische Mannschaft im Januar 2010

Die österreichische Männer-Handballnationalmannschaft repräsentiert den Österreichischen Handballbund als Auswahlmannschaft auf internationaler Ebene bei Länderspielen im Handball gegen Mannschaften anderer nationaler Verbände.
Die Mannschaft bestritt am 13. September 1925 in Halle (Saale) gegen die deutsche Nationalmannschaft das erste Länderspiel in der Handballgeschichte, die österreichische Auswahl gewann dabei mit 6:3. Rekordnationalspieler ist Ewald Humenberger mit 246 Einsätzen vor Robert Weber mit 228 und Patrick Fölser mit 218 Spielen.

## Teilnahme an Meisterschaften (Hallenhandball)
Die Mannschaft nahm bisher achtmal an Weltmeisterschaften in der Halle teil. Bei der Weltmeisterschaft 1938 in Deutschland gewann die Mannschaft die Silbermedaille. Bei der Weltmeisterschaft 1958 in der Deutschen Demokratischen Republik scheiterte Österreich in der Vorrunde. 1988 gewann Österreich die „C-WM“ in Portugal.
Bei der Weltmeisterschaft 1993 in Schweden belegte die Mannschaft nach der Vorrunde den letzten Gruppenplatz und sicherte sich nach zwei Siegen und einem Unentschieden in der Platzierungsrunde am Ende den 14. Platz. Bei der WM 2011 erreichte das Team den 18. Rang.
Als Gastgeber der Handball-Europameisterschaft der Männer 2010 war Österreich erstmals für eine Europameisterschaft qualifiziert. Bei der Handball-Europameisterschaft 2020 erreichte Österreich – erneut als Gastgeber der Vor- und Hauptrunde – mit einem 8. Platz seinen bisher besten Euro-Schlussrang.

## Internationale Großereignisse

### Olympische Spiele
- Olympische Spiele 1972: nicht qualifiziert
- Olympische Spiele 1976: nicht qualifiziert
- Olympische Spiele 1980: nicht qualifiziert
- Olympische Spiele 1984: nicht qualifiziert
- Olympische Spiele 1988: nicht qualifiziert
- Olympische Spiele 1992: nicht qualifiziert
- Olympische Spiele 1996: nicht qualifiziert
- Olympische Spiele 2000: nicht qualifiziert
- Olympische Spiele 2004: nicht qualifiziert
- Olympische Spiele 2008: nicht qualifiziert
- Olympische Spiele 2012: nicht qualifiziert
- Olympische Spiele 2016: nicht qualifiziert
- Olympische Spiele 2020: nicht qualifiziert
- Olympische Spiele 2024: nicht qualifiziert, jedoch Dritter im Qualifikationsturnier

### Weltmeisterschaften
- Weltmeisterschaft 1938:  2. Platz (von 4 Mannschaften)

Kader: Franz Axmann, Otto Cerny, Johann Houschka, Zdenko Kucera, Robert Leu, Otto Licha, Ferdinand Mantler, Anton Perwein, Alfred Schmalzer, Alois Schnabel, Rudolf Tauscher, Jaroslav Volak, Leopold Wohlrab. Trainer: Wilhelm Tolar.
- Weltmeisterschaft 1954: nicht qualifiziert
- Weltmeisterschaft 1958: 11. Platz (von 16 Mannschaften)
- Weltmeisterschaft 1961: nicht qualifiziert
- Weltmeisterschaft 1964: nicht qualifiziert
- Weltmeisterschaft 1967: nicht qualifiziert
- Weltmeisterschaft 1970: nicht qualifiziert
- Weltmeisterschaft 1974: nicht qualifiziert
- Weltmeisterschaft 1978: nicht qualifiziert
- Weltmeisterschaft 1982: nicht qualifiziert
- Weltmeisterschaft 1986: nicht qualifiziert
- Weltmeisterschaft 1990: nicht qualifiziert

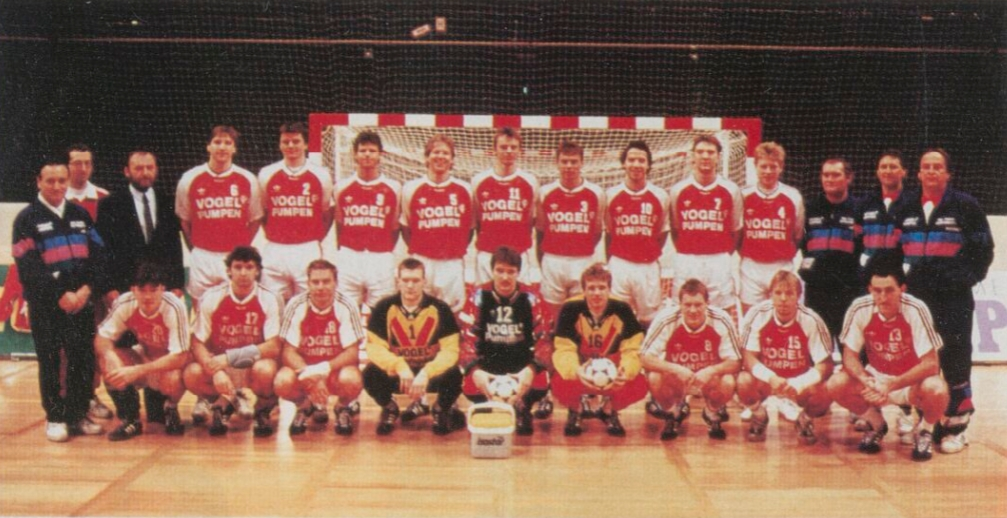
Die österreichische Auswahl vor der Weltmeisterschaft 1993.

- Weltmeisterschaft 1993: 14. Platz (von 16 Mannschaften)

Kader (unvollständig): Stefan Higatzberger, Andreas Ascherbauer, Andreas Dittert, Roman Frimmel, Stefan Kaschutz, Wolfgang Higatzberger, Ewald Humenberger, Peter Mahne, Michael Gangel, Werner Möstl, Marius Caras, Tomas Wuchterl. Trainer:  Vinko Kandija.
- Weltmeisterschaft 1995: nicht qualifiziert
- Weltmeisterschaft 1997: nicht qualifiziert
- Weltmeisterschaft 1999: nicht qualifiziert
- Weltmeisterschaft 2001: nicht qualifiziert
- Weltmeisterschaft 2003: nicht qualifiziert
- Weltmeisterschaft 2005: nicht qualifiziert
- Weltmeisterschaft 2007: nicht qualifiziert
- Weltmeisterschaft 2009: nicht qualifiziert
- Weltmeisterschaft 2011: 18. Platz (von 24 Mannschaften)

Kader: Thomas Bauer (7 Spiele/0 Tore), Nikola Marinovic (7/0), Martin Abadir (6/2), Markus Wagesreiter (7/3), Lucas Mayer (7/4), Klemens Kainmüller (7/5), Michael Jochum (7/5), Richard Wöss (7/5), Fabian Posch (7/7), Bernd Friede (6/11), Roland Schlinger (7/13), Patrick Fölser (7/22), Janko Božović (7/26), Konrad Wilczynski (7/30), Robert Weber (7/33), Viktor Szilágyi (7/39). Trainer:  Magnus Andersson.
- Weltmeisterschaft 2013: nicht qualifiziert
- Weltmeisterschaft 2015: 13. Platz (von 24 Mannschaften)

Kader: Thomas Bauer (6 Spiele/0 Tore), Nikola Marinovic (6/0), Romas Kirveliavičius (4/0), Marian Klopcic (3/1), Alexander Hermann (6/1), Roland Schlinger (6/3), Markus Wagesreiter (6/4), Dominik Ascherbauer (5/4), Janko Božović (6/7), Mykola Bilyk (6/10), Vytautas Žiūra (6/10), Lucas Mayer (6/11), Maximilian Hermann (6/13), Fabian Posch (6/14), Viktor Szilágyi (6/24), Raul Santos (6/30), Robert Weber (6/42). Trainer:  Patrekur Jóhannesson.
- Weltmeisterschaft 2017: nicht qualifiziert
- Weltmeisterschaft 2019: 19. Platz (von 24 Mannschaften)

Kader: Thomas Bauer (3 Spiele/0 Tore), Nikola Marinovic (4/0), Kristian Pilipović (7/0), Maximilian Hermann (5/0), Frederic Wüstner (7/0), Marian Klopcic (7/1), Dominik Schmid (2/2), Sebastian Spendier (2/4), Boris Zivkovic (7/5), Romas Kirveliavičius (7/4), Daniel Dicker (5/7), Raul Santos (7/7), Tobias Wagner (7/7), Lukas Herburger (7/9), Gerald Zeiner (7/15), Janko Božović (7/22), Sebastian Frimmel (7/25), Mykola Bilyk (7/27), Robert Weber (7/37). Trainer:  Patrekur Jóhannesson.
- Weltmeisterschaft 2021: 26. Platz (von 32 Mannschaften)

Kader: Thomas Bauer (4 Spiele/0 Tore), Thomas Eichberger (6/1), Christoph Neuhold (4/1), Florian Kaiper (4/1), Antonio Juric (2/2), Dominik Schmid (5/5), Gerald Zeiner (5/6), Maximilian Hermann (7/6), Daniel Dicker (5/7), Lukas Herburger (7/8), Jakob Jochmann (6/9), Julian Pratschner (5/9), Nikola Stevanovic (7/10), Balthasar Huber (6/10), Julian Ranftl (6/12), Boris Zivkovic (6/15), Tobias Wagner (7/26), Lukas Hutecek (7/29), Sebastian Frimmel (6/31), Robert Weber (7/32). Trainer:  Aleš Pajovič.
- Weltmeisterschaft 2023: nicht qualifiziert
- Weltmeisterschaft 2025: 17. Platz (von 32 Mannschaften)

→WM-Kader 2025

#### B- und C-Weltmeisterschaften
- C-Weltmeisterschaft 1976: nicht teilgenommen[7]
- B-Weltmeisterschaft 1977: 11. Platz (von 12 Mannschaften), Abstieg in C-Klasse
- C-Weltmeisterschaft 1978: 04. Platz (von 6 Mannschaften), Aufstieg in B-Klasse
- B-Weltmeisterschaft 1979: 09. Platz (von 12 Mannschaften), Abstieg in C-Klasse
- C-Weltmeisterschaft 1980: 03. Platz (von 10 Mannschaften), Aufstieg in B-Klasse
- B-Weltmeisterschaft 1981: 11. Platz (von 12 Mannschaften), Abstieg in C-Klasse
- C-Weltmeisterschaft 1982: 04. Platz (von 10 Mannschaften)
- B-Weltmeisterschaft 1983: nicht qualifiziert
- C-Weltmeisterschaft 1984: 06. Platz (von 12 Mannschaften)
- B-Weltmeisterschaft 1985: nicht qualifiziert
- C-Weltmeisterschaft 1986: 04. Platz (von 11 Mannschaften)
- B-Weltmeisterschaft 1987: nicht qualifiziert
- C-Weltmeisterschaft 1988: 01. Platz (von 9 Mannschaften), Aufstieg in B-Klasse
- B-Weltmeisterschaft 1989: 14. Platz (von 16 Mannschaften)

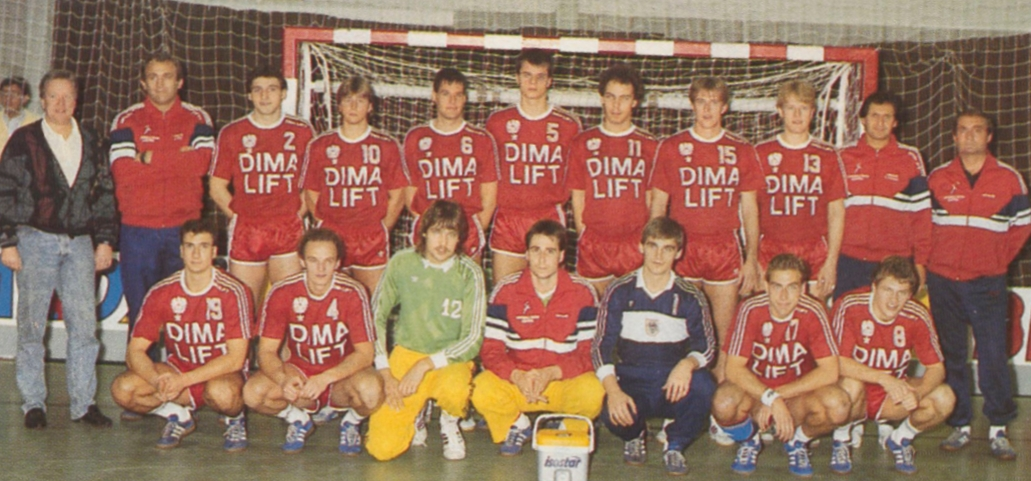
Die österreichische Auswahl vor der B-Weltmeisterschaft 1989.

- B-Weltmeisterschaft 1992: 02. Platz (von 16 Mannschaften), Qualifikation zur A-Weltmeisterschaft 1993

### Europameisterschaften
- Europameisterschaft 1994: nicht qualifiziert
- Europameisterschaft 1996: nicht qualifiziert
- Europameisterschaft 1998: nicht qualifiziert
- Europameisterschaft 2000: nicht qualifiziert
- Europameisterschaft 2002: nicht qualifiziert
- Europameisterschaft 2004: nicht qualifiziert
- Europameisterschaft 2006: nicht qualifiziert
- Europameisterschaft 2008: nicht qualifiziert
- Europameisterschaft 2010: 9. Platz (von 16 Mannschaften)

Kader: Thomas Bauer (6 Spiele/0 Tore), Nikola Marinovic (6/0), Michael Jochum (4/0), Michael Knauth (6/1), Lucas Mayer (6/3), Mare Hojc (6/3), Martin Abadir (6/4), Markus Wagesreiter (6/4), Gregor Günther (6/6), Vytautas Žiūra (6/15), Bernd Friede (6/16), Patrick Fölser (6/16), Konrad Wilczynski (6/26), Roland Schlinger (6/28), Robert Weber (6/28), Viktor Szilágyi (6/34). Trainer:  Dagur Sigurðsson.
- Europameisterschaft 2012: nicht qualifiziert
- Europameisterschaft 2014: 11. Platz (von 16 Mannschaften)

Kader: Thomas Bauer (6 Spiele/0 Tore), Nikola Marinovic (6/0), Dominik Bammer (1/0), Janko Božović (6/2), Christoph Edelmüller (4/2), Markus Wagesreiter (6/3), Markus Kolar (6/3), Patrick Fölser (2/4), Richard Wöss (6/5), Vytautas Žiūra (6/6), Fabian Posch (5/6), Maximilian Hermann (6/13), Dominik Schmid (6/14), Konrad Wilczynski (6/17), Raul Santos (6/17), Roland Schlinger (6/20), Robert Weber (6/22), Viktor Szilágyi (6/25). Trainer:  Patrekur Jóhannesson.
- Europameisterschaft 2016: nicht qualifiziert
- Europameisterschaft 2018: 15. Platz (von 16 Mannschaften)

Kader: Thomas Bauer (3 Spiele/0 Tore), Kristian Pilipović (3/0), Christoph Neuhold (3/1), Julian Ranftl (3/2), Tobias Schopf (3/2), Wilhelm Jelinek (3/2), Lukas Herburger (2/2), Romas Kirveliavičius (3/2), Sebastian Frimmel (3/4), Vytautas Žiūra (3/5), Alexander Hermann (2/5), Tobias Wagner (3/5), Thomas Kandolf (2/5), Gerald Zeiner (3/6), Robert Weber (3/10), Janko Božović (3/10), Mykola Bilyk (3/19). Trainer:  Patrekur Jóhannesson.
- Europameisterschaft 2020: 8. Platz (von 24 Mannschaften)

Kader: Thomas Bauer (7 Spiele/0 Tore), Thomas Eichberger (7/0), David Brandfellner (1/0), Lukas Herburger (7/1), Richard Wöss (6/2), Jakob Jochmann (7/3), Daniel Dicker (7/4), Lukas Hutecek (7/4), Boris Zivkovic (7/5), Raul Santos (7/6), Tobias Wagner (7/9), Gerald Zeiner (7/14), Fabian Posch (7/21), Sebastian Frimmel (7/21), Janko Božović (7/34), Robert Weber (7/35), Mykola Bilyk (7/46). Trainer:  Aleš Pajovič.
- Europameisterschaft 2022: 20. Platz (von 24 Mannschaften)

Kader: Golub Doknić (3 Spiele/0 Tore), Ralf Patrick Häusle (3/0), Eric Damböck (3/0), Lukas Hutecek (1/0), Daniel Dicker (3/0), Marin Martinovic (2/0), Lukas Herburger (2/0), Julian Ranftl (3/2), Boris Zivkovic (3/3), Tobias Wagner (3/4), Alexander Hermann (3/5), Gerald Zeiner (3/5), Robert Weber (3/9), Janko Božović (3/11), Fabian Posch (3/11), Mykola Bilyk (3/14), Sebastian Frimmel (3/22). Trainer:  Aleš Pajovič.
- Europameisterschaft 2024: 8. Platz (von 24 Mannschaften)

Kader: Markus Mahr (7 Spiele/5 Tore), Janko Božović (5/10), Robert Weber (7/33), Sebastian Frimmel (7/19), Nemanja Beloš (7/0), Lukas Herburger (6/8), Lukas Schweighofer (2/1), Boris Zivkovic (7/15), Moritz Mittendorfer (4/0), Ralf Patrick Häusle (7/0), Eric Damböck (7/1), Mykola Bilyk (7/41), Tobias Wagner (7/30), Jakob Nigg (7/4), Elias Kofler (3/0), Lukas Hutecek (7/29), Michael Miskovez (7/0), Constantin Möstl (7/0). Trainer:  Aleš Pajovič.

## Weitere Turnierteilnahmen

### EHF Euro Cup
- EHF Euro Cup 2020: 4. Platz (von 4 Mannschaften)

### Yellow Cup
Beim Yellow Cup in der Schweiz erreichte die Auswahl folgende Platzierungen:
- Yellow Cup 2000: 2. Platz (von 5 Mannschaften)
- Yellow Cup Januar 2013: 4. Platz (von 4 Mannschaften)
- Yellow Cup 2016: 3. Platz (von 4 Mannschaften)

## Aktueller Kader

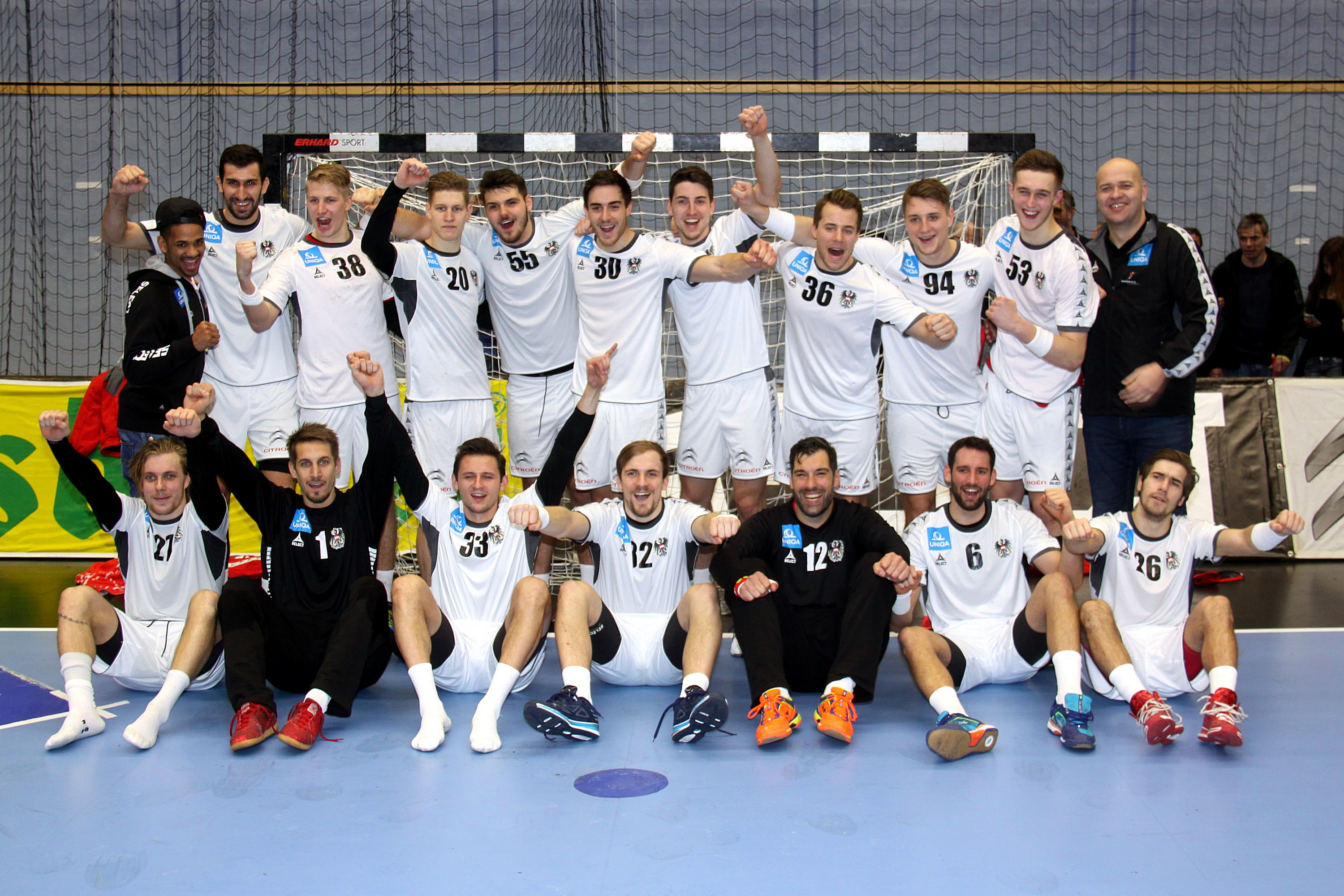
Die österreichische Mannschaft im Jänner 2016

Stand: 10. Jänner 2024

### Betreuer
| Funktion        | Name                | geboren am | Nationalität |
| --------------- | ------------------- | ---------- | ------------ |
| Teamchef        | Aleš Pajovič        | 06.01.1979 | Slowenien    |
| Co-Trainer      | Erwin Gierlinger    | 26.08.1977 | Österreich   |
| Teammanager     | Philipp Wagner      | 12.06.1974 | Österreich   |
| Teamarzt        | Peter Valentin      | 06.07.1963 | Österreich   |
| Physiotherapeut | Andre Kintscher     | 23.09.1971 | Österreich   |
| Physiotherapeut | Patrick Ehrenberger | 27.06.1990 | Österreich   |

### Spielerkader
| Nr. | Spieler              | Geburtstag | Alter | Position        | Größe  | Gewicht | Verein                   | Lsp. | Tore |
| --- | -------------------- | ---------- | ----- | --------------- | ------ | ------- | ------------------------ | ---- | ---- |
| 11  | József Albek         | 30.06.1999 | 25    | Rückraum links  | 1,96 m | 96 kg   | HSG Graz                 | 2    | 0    |
| 23  | Nemanja Beloš        | 08.06.1994 | 30    | Rückraum links  | 1,92 m | 90 kg   | HSG Graz                 | 10   | 0    |
| 45  | Eric Damböck         | 06.09.1999 | 25    | Linksaußen      | 1,81 m | 81 kg   | HSC Kreuzlingen          | 41   | 41   |
| 20  | Sebastian Frimmel    | 18.12.1995 | 29    | Linksaußen      | 1,90 m | 90 kg   | OTP Bank-Pick Szeged     | 112  | 380  |
| 26  | Lukas Herburger      | 19.12.1994 | 30    | Kreisläufer     | 1,97 m | 97 kg   | Füchse Berlin            | 76   | 69   |
| 72  | Lukas Hutecek        | 02.07.2000 | 24    | Rückraum Mitte  | 1,89 m | 101 kg  | TBV Lemgo Lippe          | 56   | 196  |
| 72  | Florian Kaiper       | 26.05.1995 | 29    | Torhüter        | 1,86 m | 83 kg   | HC Linz AG               | 22   | 1    |
| 66  | Elias Kofler         | 09.08.2000 | 24    | Rückraum Mitte  | 1,87 m | 85 kg   | 1. VfL Potsdam           | 24   | 8    |
| 86  | Franko Lastro        | 13.04.2003 | 21    | Rechtsaußen     | 1,85 m | 79 kg   | Frisch Auf Göppingen     | 20   | 23   |
| 6   | Markus Mahr          | 03.11.2000 | 24    | Rückraum links  | 1,89 m | 94 kg   | Bregenz Handball         | 20   | 17   |
| 97  | Michael Miskovez     | 29.08.1997 | 27    | Rückraum rechts | 1,97 m | 92 kg   | Handball Tirol           | 34   | 5    |
| 98  | Constantin Möstl     | 01.04.2000 | 24    | Torhüter        | 1,86 m | 83 kg   | TBV Lemgo Lippe          | 31   | 0    |
| 57  | Jakob Nigg           | 06.05.2003 | 21    | Rechtsaußen     | 1,84 m | 81 kg   | HC FIVERS WAT Margareten | 19   | 16   |
| 44  | Nicolas Paulnsteiner | 16.07.2004 | 20    | Rückraum rechts | 1,93 m | 92 kg   | Füchse Berlin            | 0    | 0    |
| 55  | Tobias Wagner        | 26.03.1995 | 29    | Kreisläufer     | 1,98 m | 125 kg  | HC Erlangen              | 107  | 299  |
| 30  | Boris Zivkovic       | 02.05.1992 | 32    | Rückraum rechts | 1,95 m | 90 kg   | Al-Qurain                | 77   | 157  |

## Nationaltrainer
- Rainer Osmann (August 2001 bis Februar 2008)
- Dagur Sigurðsson (Februar 2008 bis Juli 2010)
- Magnus Andersson (Juni 2010 bis Juni 2011)
- Patrekur Jóhannesson (November 2011 bis März 2019)
- Aleš Pajovič (März 2019 bis Sommer 2025)
- Iker Romero (ab Sommer 2025)[15]

## Rekordspieler

### Meiste Einsätze
Aktive Spieler sind grün hinterlegt. Spieler mit mindestens 150 Länderspielen:
| Rang | Name                | Spiele |
| ---- | ------------------- | ------ |
| 1    | Ewald Humenberger   | 246    |
| 2    | Robert Weber        | 228    |
| 3    | Patrick Fölser      | 218    |
| 4    | Andreas Dittert     | 203    |
| 4    | Viktor Szilágyi     | 203    |
| 6    | Janko Božović       | 195    |
| 7    | Nikola Marinovic    | 169    |
| 8    | Roland Schlinger    | 168    |
| 9    | Thomas Bauer        | 165    |
| 10   | Stefan Higatzberger | 163    |
| 11   | David Szlezak       | 157    |
| 12   | Dieter Ripper       | 153    |
| 13   | Michael Gangel      | 150    |

### Rekordtorschützen
Aktive Spieler sind grün hinterlegt. Spieler mit mindestens 300 Tore sind:
| Rang | Name              | Tore | Spiele | Tore/Spiel |
| ---- | ----------------- | ---- | ------ | ---------- |
| 1    | Andreas Dittert   | 1089 | 203    | 5,4        |
| 2    | Robert Weber      | 990  | 228    | 4,3        |
| 3    | Viktor Szilágyi   | 907  | 203    | 4,5        |
| 4    | David Szlezak     | 667  | 157    | 4,2        |
| 5    | Roland Schlinger  | 595  | 168    | 3,5        |
| 6    | Konrad Wilczynski | 578  | 136    | 4,3        |
| 7    | Patrick Fölser    | 567  | 218    | 2,6        |
| 8    | Janko Božović     | 554  | 195    | 2,8        |
| 9    | Mykola Bilyk      | 512  | 112    | 4,6        |
| 10   | Michael Gangel    | 459  | 150    | 3,1        |
| 11   | Sebastian Frimmel | 432  | 121    | 3,6        |
| 12   | Thomas Gangel     | 383  | 150    | 2,6        |
| 13   | Tobias Wagner     | 336  | 116    | 2,9        |
| 14   | Dietmar Peißl     | 321  | 99     | 3,24       |
| 15   | Raul Santos       | 308  | 89     | 3,5        |

Stand: 12. Februar 2025.